# Kerulen
El riu Kerulen, també Kerülen o Kherlen (mongol: Хэрлэн гол, Kherlen gol; xinès: 克鲁伦河, Kèlǔlún Hé), és un riu de Mongòlia i la Xina. Té una llargada de 1.254 km.
El seu origen és a les muntanyes Khentei prop de la muntanya Burkhan Khaldun a l'Àrea Estrictament Protegida de Khan Khentii, a uns 180 km al nord-oest d'Ulan Bator. Aquesta àrea separa el riu Tuul de la conca àrtica, de la conca de l'oceà Pacífic.
El Kerulen corre en direcció a l'est per la província de Khentii. Creua l'estepa oriental mongola, passant per Ulaan Ereg i Txoibalsan, i entra a territori de la Xina desaiguant al llac Hulun després de 164 km per aquest país.
En anys de fortes pluges el llac Hulun es desborda per la seva riba septentrional i l'aigua arriba al riu Argun a uns 20 km. L'Argun marca el límit entre Rússia i la Xina durant 944 km fins que forma el riu Amur. El sistema Kerulen-Argun-Amur té un recorregut total de 5.025 km.